# John Phillips (Politiker, 1770)
John Phillips (* 26. November 1770; † 29. Mai 1823) war ein US-amerikanischer Politiker, der heute vor allem als erster Bürgermeister von Boston bekannt ist. Er hatte dieses Amt vom 1. Mai 1822 bis zum 29. Mai 1823 inne. Weiterhin war er Richter am Court of Common Pleas. 1810 wurde er in die American Academy of Arts and Sciences gewählt.
Er war mit Sally Walley verheiratet. Sie sind Eltern des Abolitionisten Wendell Phillips.
Nach John Phillips wurde die Phillips School an der Ecke Pinckney and Anderson Street in Boston benannt. Sie wurde 1825 fertiggestellt.